# Bande du losange
La bande du losange désigne une association de malfaiteurs parisienne spécialisée dans les vols d'objets d'art funéraire. Ils sont reconnus coupables d'une cinquantaine de cambriolages dans des sépultures du cimetière du Père-Lachaise entre 1913 et 1914.

## Vols
Un premier vol est constaté le 15 décembre 1913,,,. Lors de la première ronde de la journée, les gardiens du cimetière du Père-Lachaise constatent qu'une porte en fonte d'une chapelle funéraire située dans la 4e division est à moitié arrachée de ses gonds. La serrure a été forcée à l'aide d'une pince-monseigneur. Des vases de Sèvres et un crucifix en vieil ivoire ont disparu de l'autel.
Le 17 décembre, une autre chapelle est retrouvée fracturée. Une troisième chapelle est cambriolée le 19 décembre. Jusqu'à la fin mars, les cambriolages se reproduisent.
Fin février, la chapelle du cimetière est cambriolée. Ils vident le tronc des pauvres et dérobent les ciboires. Ils sont passés par une lucarne du toit et descendus dans la nef à l'aide de cordages,. En mars, la chapelle de la famille Hautoy est profanée. Ils y dérobent une suspension en cuivre, une jardinière de style Empire, des Christs en bronze et des candélabres. De nouvelles effractions étaient envisagées au moment de leur arrestation : celle de la tombe d'Alfred Chauchard et celle de la famille Casa-Riera.
Les voleurs visitent le cimetière la nuit en escaladant le mur d'enceinte. Une nuit, un homme masqué fut surpris en train d'escalader l'enceinte du cimetière au coin de la rue des Rondeaux et de l'avenue Gambetta en s'aidant d'un bec de gaz accolé au mur. Lorsqu'ils ne réussissent pas à forcer la porte des chapelles, ils brisent les vitraux ou passent par les soupiraux de la toiture et se laissent descendre à l'aide d'une corde. Les malfaiteurs ciblent les caveaux les plus riches. L'enquête révèlera qu'un membre de la bande, Camille Fournier, examinait soigneusement les tombes durant la journée. Il dessinait un losange à la craie tracé sur la porte et les façades de la chapelle afin d'indiquer aux membres de la bande les chapelles à dévaliser. 
Les gardiens du cimetière ont beau multiplier les rondes de nuit et organiser des battues, ces efforts restent infructueux pour arrêter les voleurs. En trois mois, soixante-dix-huit caveaux du Père-Lachaise ont été cambriolés.

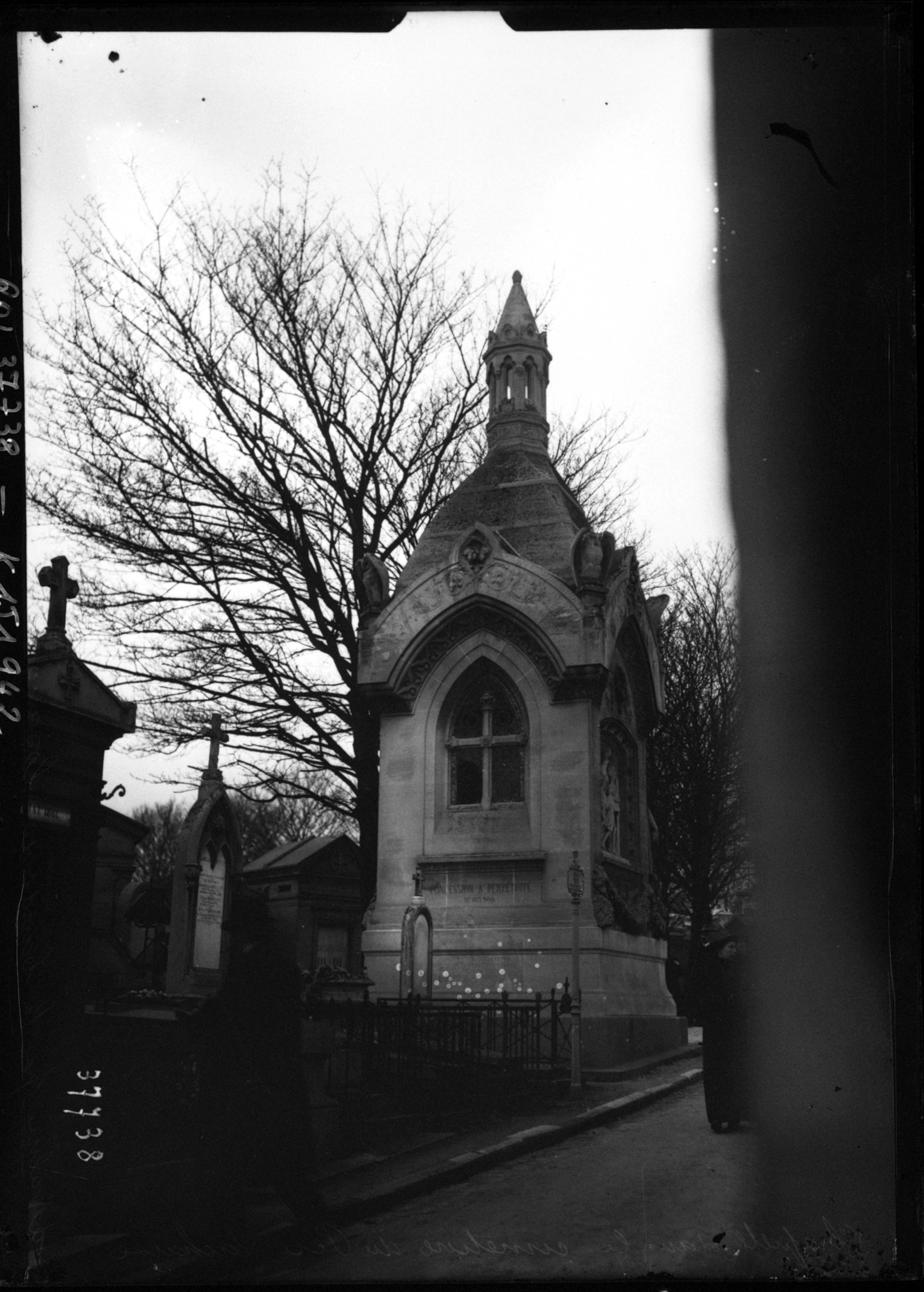
Chapelle Hautoy (1914, Agence Rol)
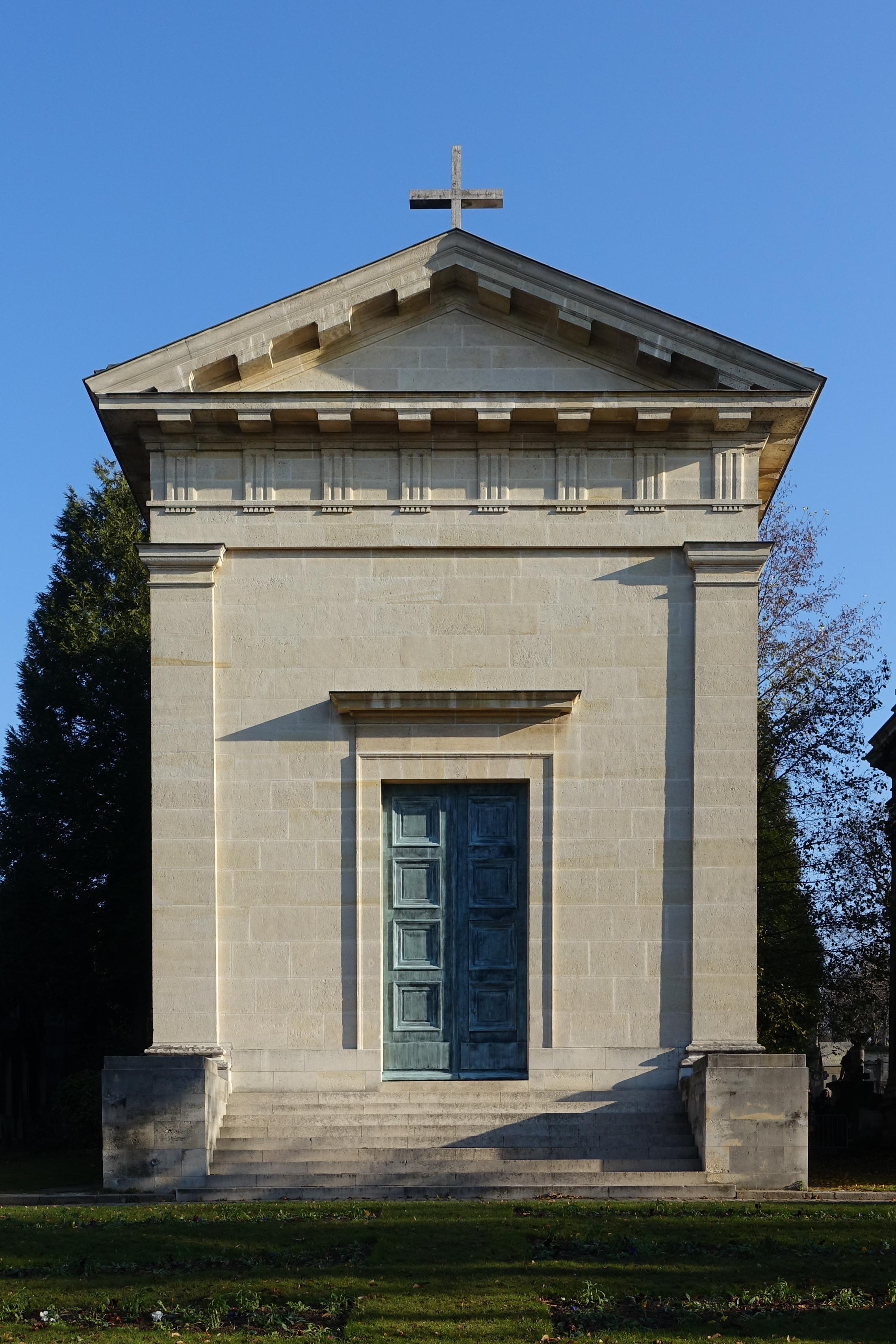
Chapelle du Père-Lachaise
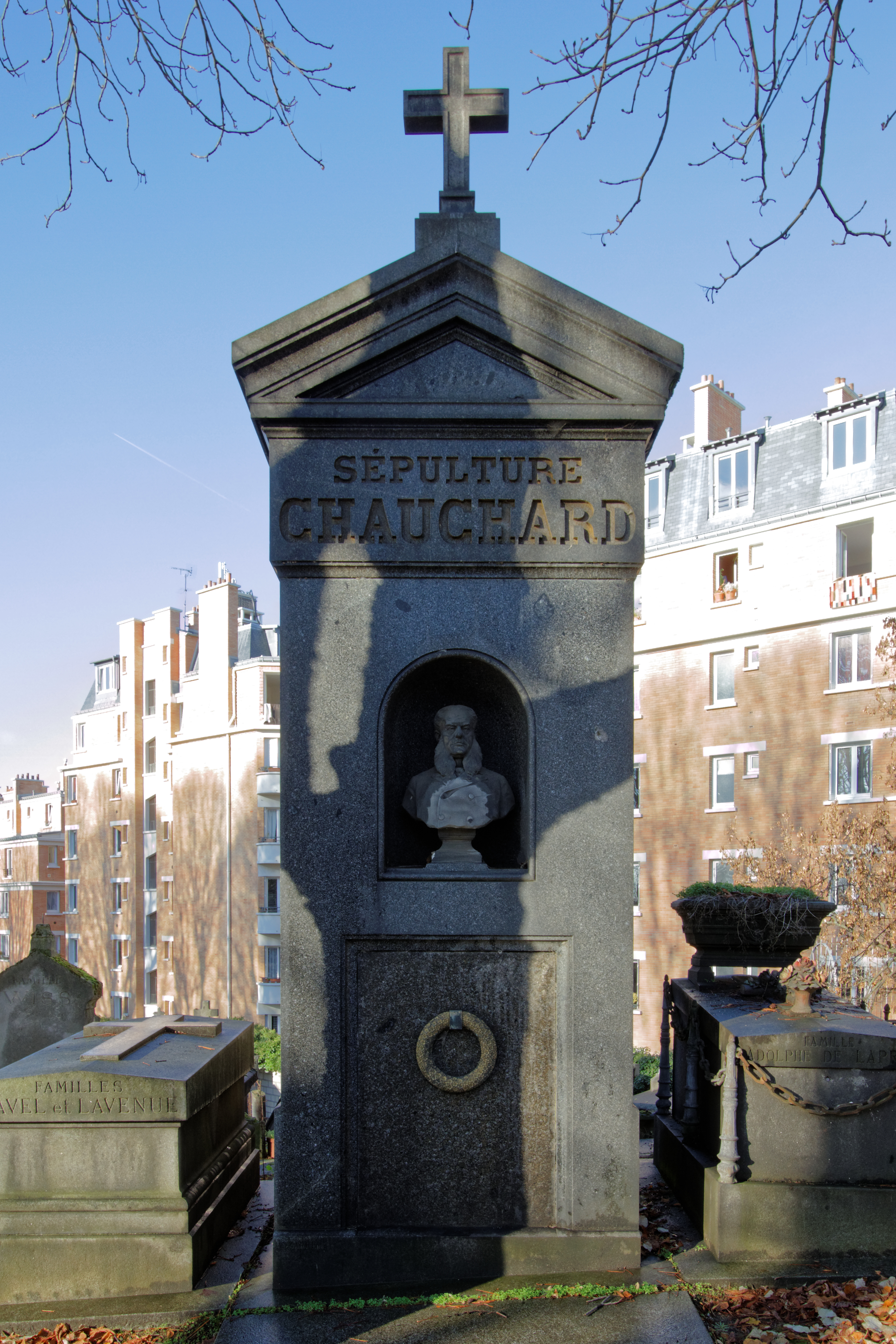
Sépulture d'Alfred Chauchard
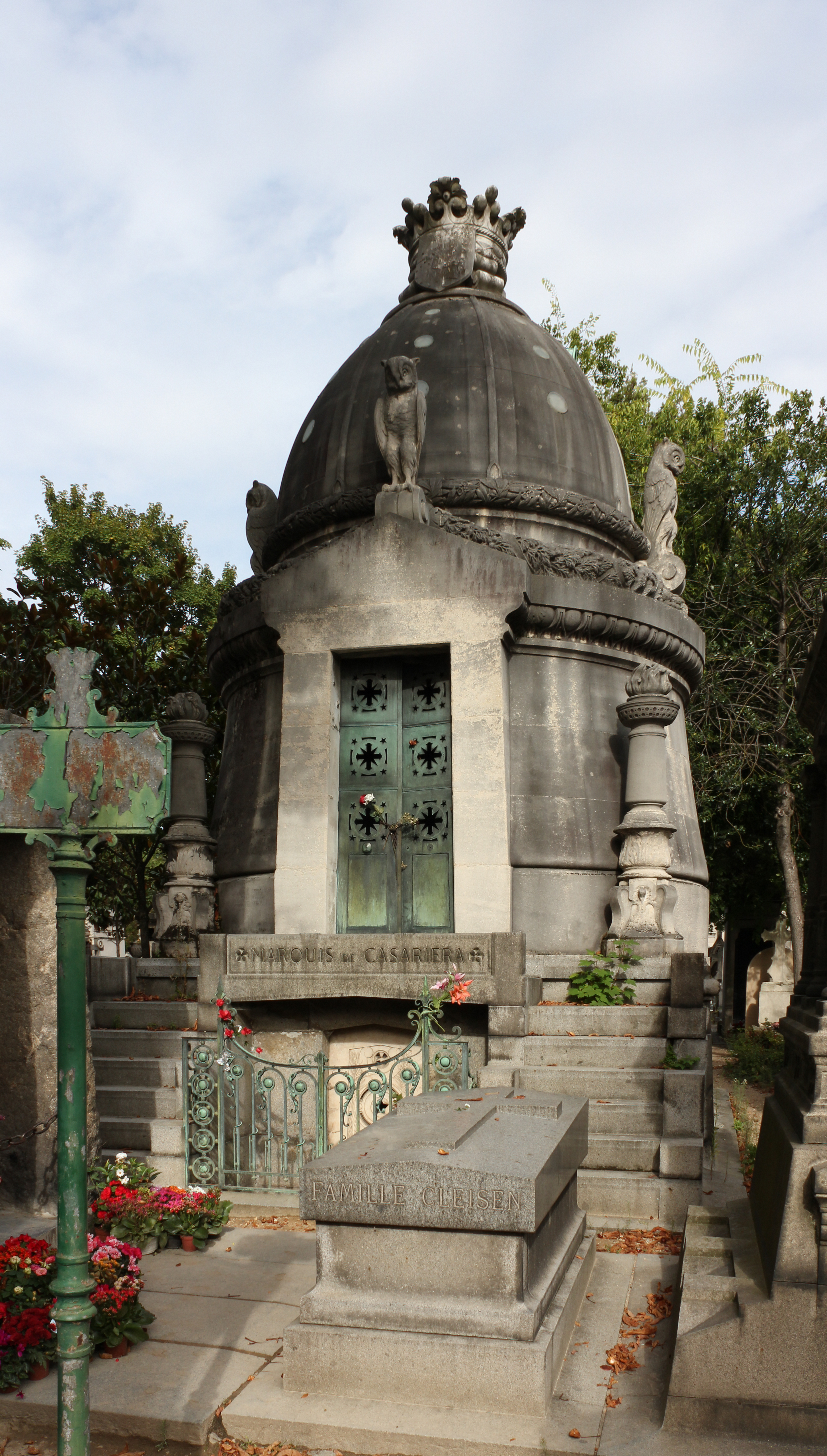
Chapelle Casa-Riera

## Enquête
Les gardiens du cimetière n'arrivant pas à mettre la main sur les cambrioleurs, le commissaire divisionnaire du 9e district décida avec l'officier de paix du 20e arrondissement, M. Guillaume de confier l'affaire au brigadier Augène, aux sous-brigadiers Page et Besuchet et à l'inspecteur Carre, qui participa à l'arrestation de Léon Lacombe. Ils se rendent chez les brocanteurs installés sur les quais de Seine. La vente pour six francs d'une statue de la Vierge d'un mètre de hauteur au brocanteur Comte, quai de Montebello, attire leur attention,. L'enquête, dirigée par le commissaire Guillaume du neuvième district, établit que le vendeur s'appelle Louis-Emmanuel Geslin. Il s'agit d'un peintre ornemaniste âgé de 33 ans.
Le 28 mars, la police procède à l’arrestation d'un recéleur, Joseph-Marie-Doublet, âgé de 47 ans, originaire de Corte en Corse, brocanteur, demeurant au 6 rue des Partants à proximité du cimetière. Le lendemain, les inspecteurs arrêtent non loin de là Louis-Emmanuel Geslin et son amie, Germaine-Henriette Seivert âgée de 19 ans, blanchisseuse, à son domicile, 11 passage Alexandrine. Elle porte au moment de son arrestation une croix en argent autour du cou provenant d'un vol. Leur complice, Antoine Py, dit Camille Fournier, âgé de 37 ans, sculpteur ornemaniste, originaire de Mâcon, habitant 37 rue de la Cour-des-Noues, dans le même quartier, est également arrêté sortant d'un café place Gambetta,.
Louis Chollet est aussi soupçonné d'avoir participé au recel d'objets volés. L'antiquaire Comte est laissé en liberté provisoire, mais est poursuivi pour ne pas avoir respecté la loi qui oblige que le prix de l'achat d'un objet soit payé au domicile du vendeur.
Enfin, un soldat du nom de Marius Contire est également soupçonné de faire partie de la bande. Il est déjà en prison, au moment de l'arrestation de la bande, pour avoir déserté de la section aéronautique de Reims
Le 31 mars, l'affaire fait la une des principaux journaux de l'époque (Le Journal, Le Matin et Le Petit Parisien). Seul le Petit Journal relègue l'affaire en troisième page.

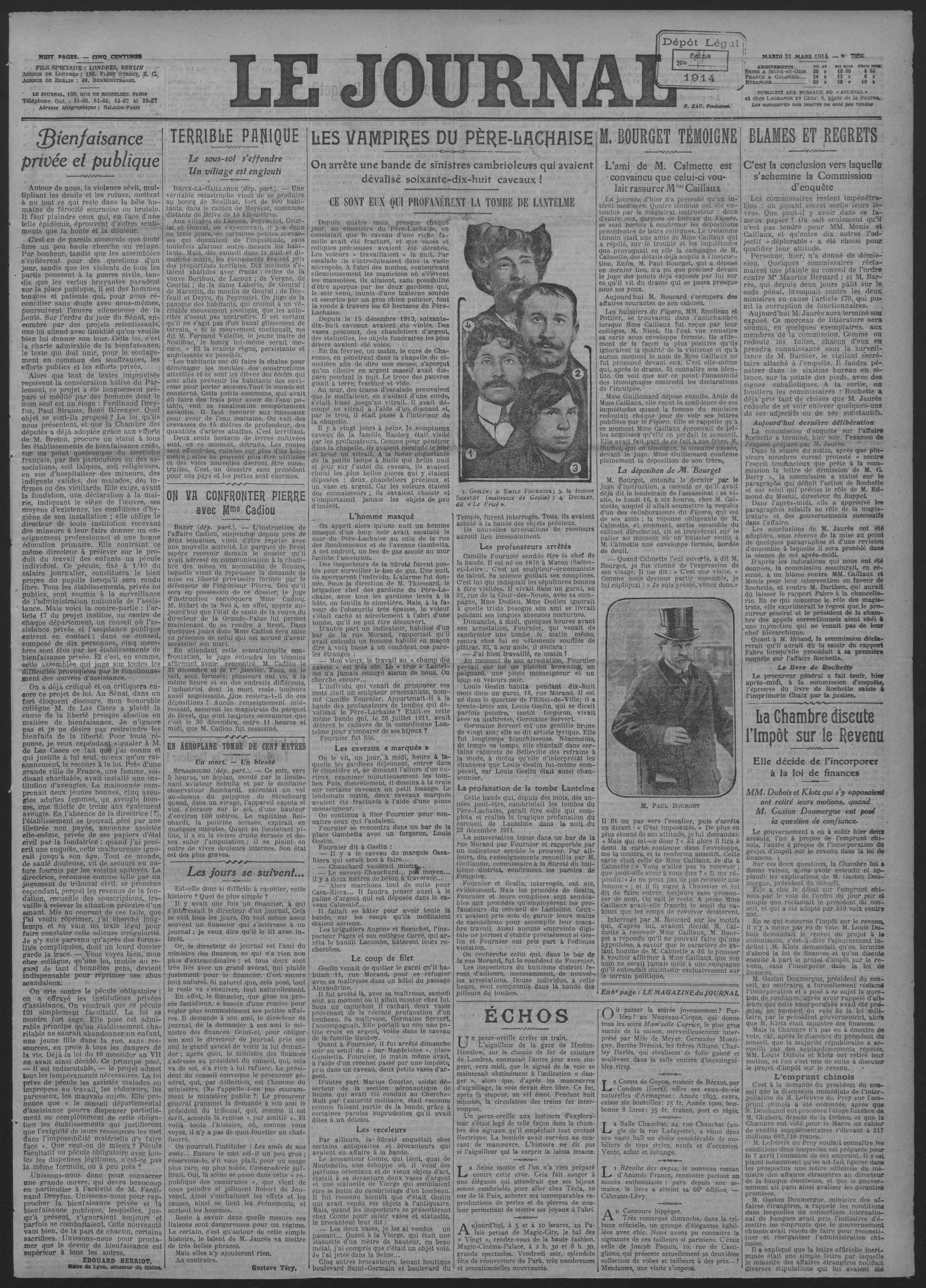
Le Journal « Vampires du Père-Lachaise »
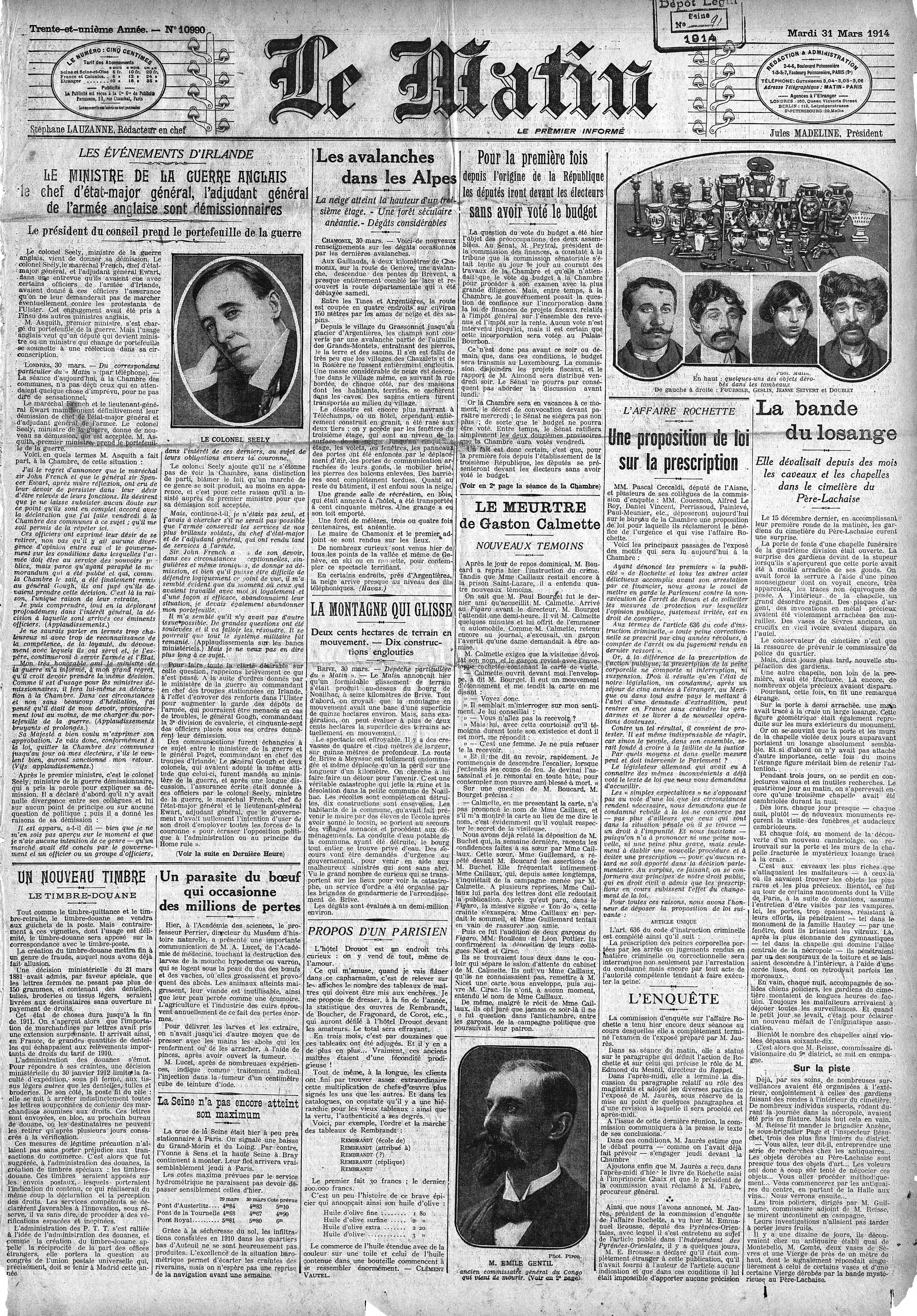
Le Matin « La bande du losange »
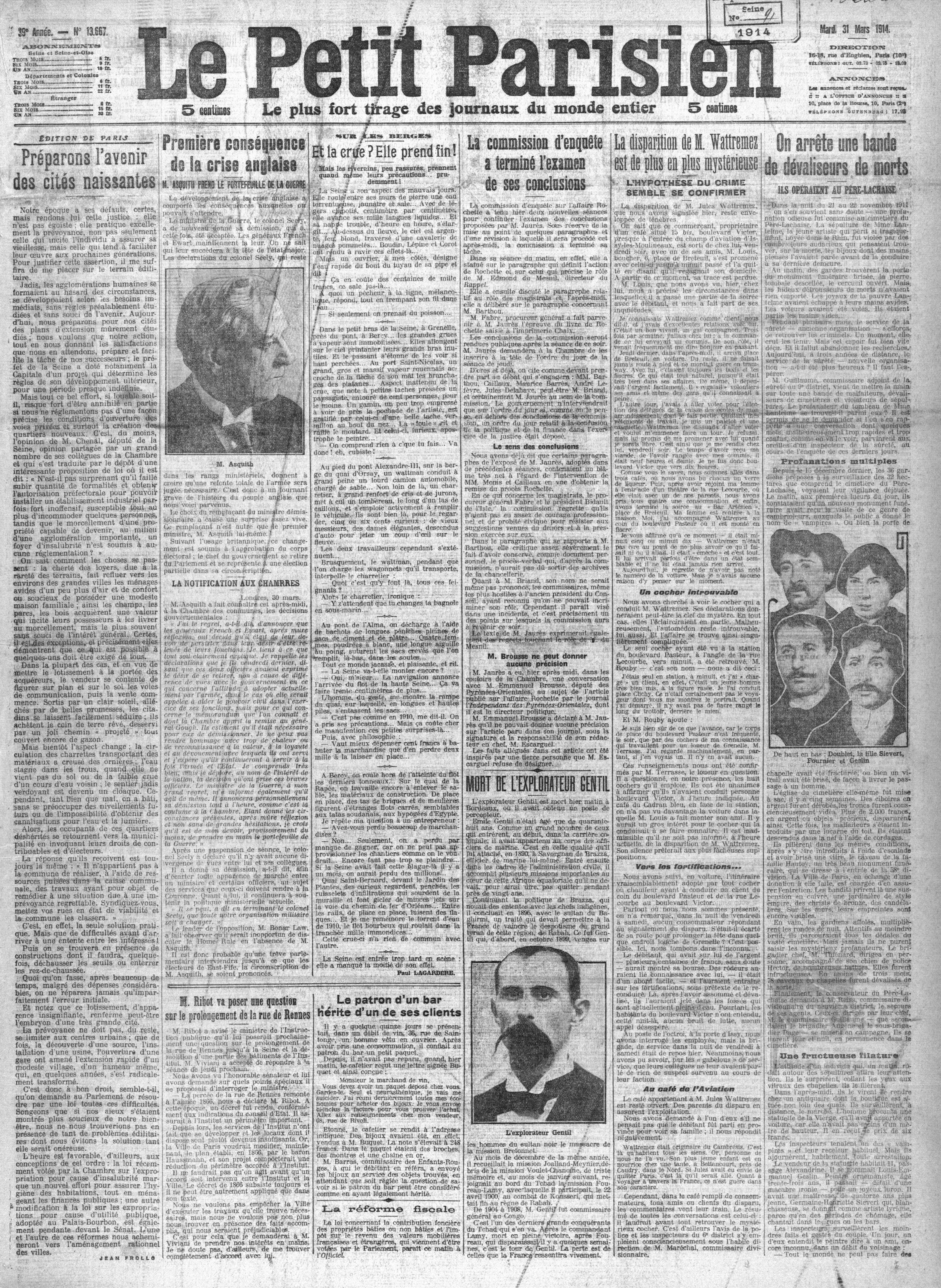
Le Petit Parisien « On arrête une bande de dévaliseurs de morts »
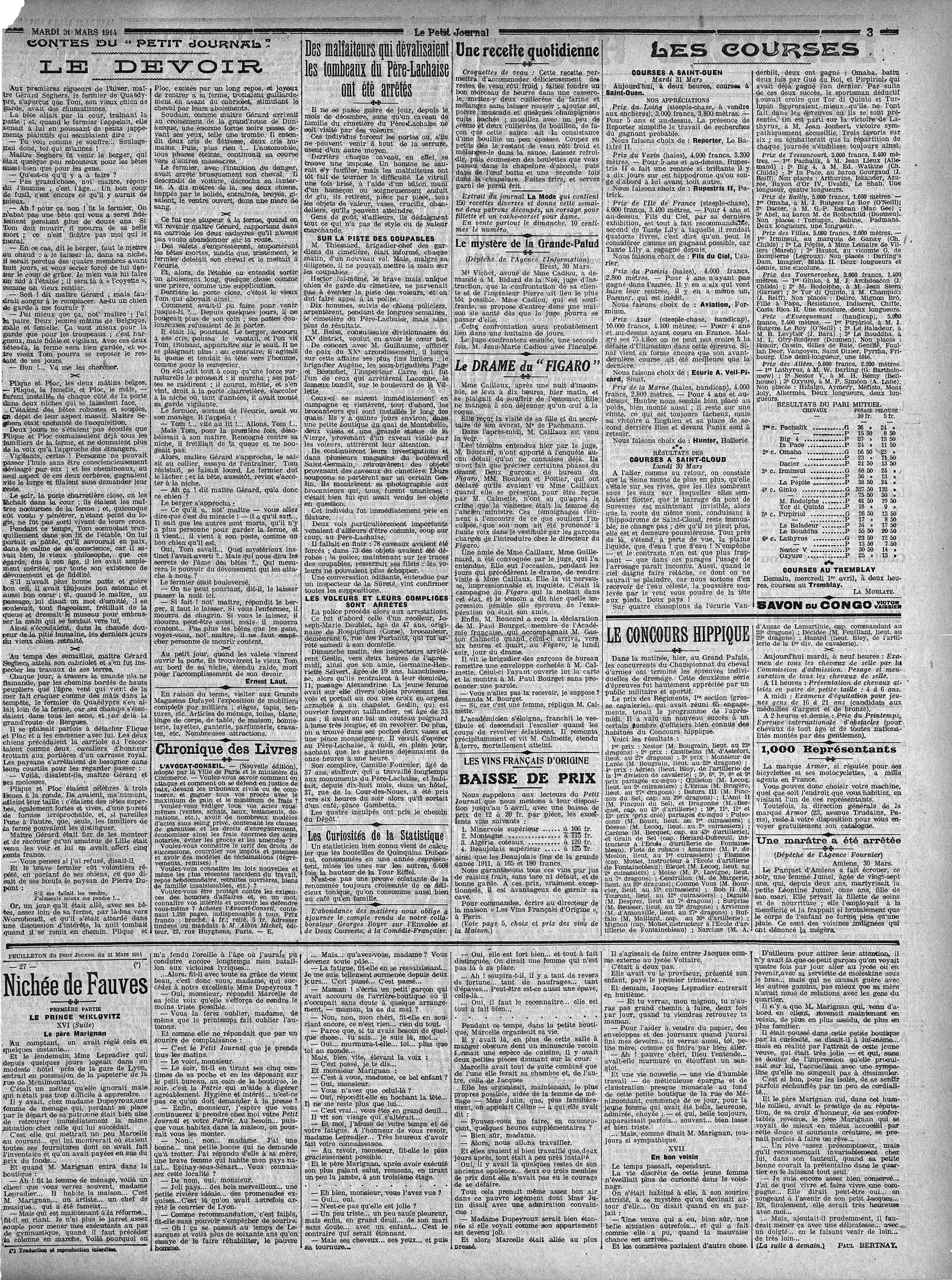
Petit Journal (en 3e page) « Des malfaiteurs qui dévalisaient les tombeaux du Père-Lachaise ont été arrêtés »

## Jugement

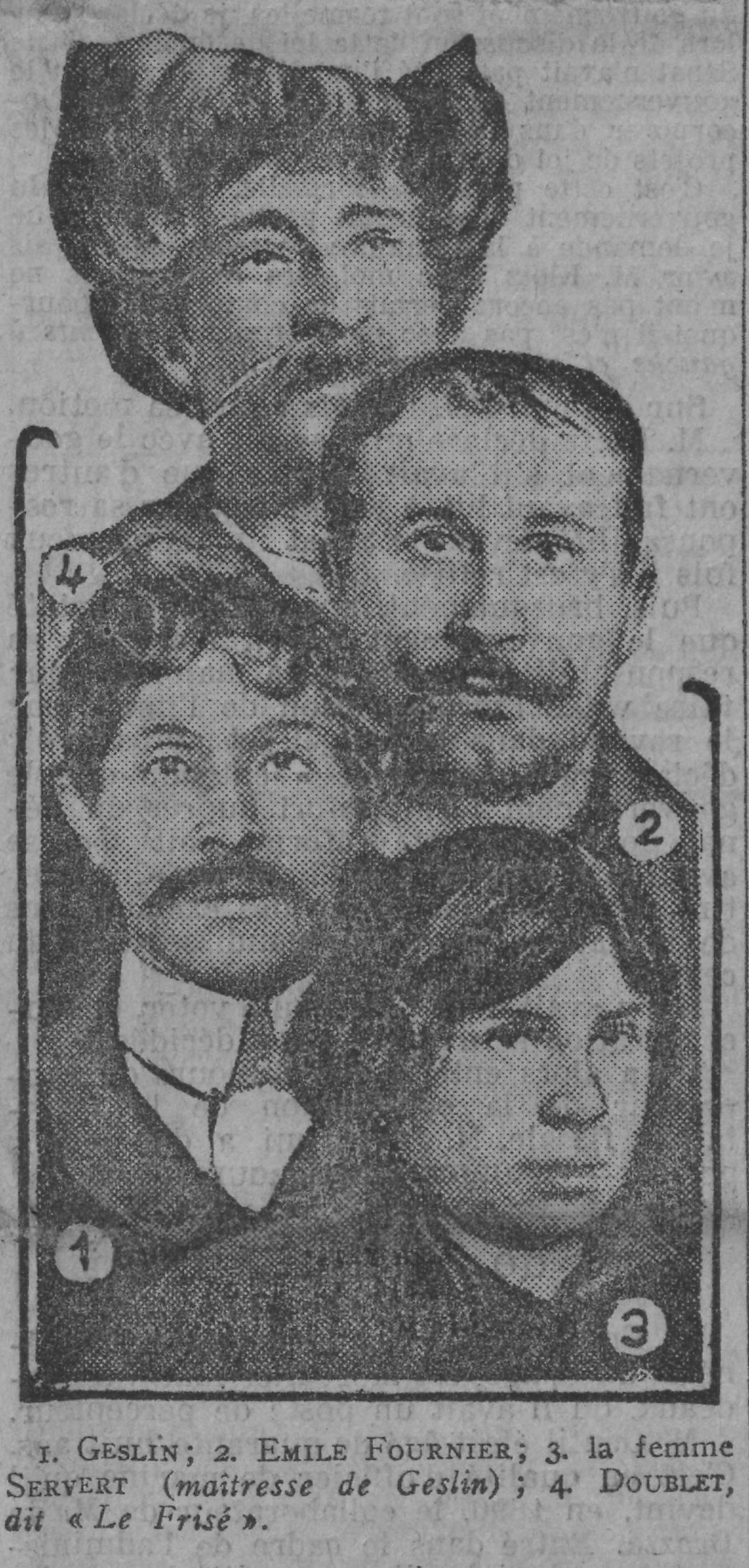
Portraits de la Bande du losange

Le procès des pilleurs de tombes se déroule en juin 1914. Six personnes sont suspectées. Louis Geslin, Marius Contire et Antoine Py, dit Fournier, sont considérés comme les principaux auteurs des larcins. Louis Chollet, Joseph Doublet et Germaine-Henriette Sievert sont leurs complices par recel.
Marius Contire a été déclaré non coupable par la 8e chambre du tribunal correctionnel de la Seine. Tous les autres suspects font l'objet d'une condamnation. Louis Geslin est condamné à quatre ans de prison ; Antoine Py, à deux ans de prison ; Germaine-Henriette Sievert, à six mois de prison. Les deux brocanteurs, Louis Cholet et Joseph Doublet, inculpés de recel, sont condamnés à respectivement trois mois de prison et cinq francs d'amende. Maîtres Henri-Robert, Chatonnet, Lionel Nastorg, Domange, Dorfleur et Michel Missoffe défendaient les inculpés.
Le Matin a pointé du doigt la facilité avec laquelle la bande du losange put, durant plusieurs mois, opérer au sein du cimetière du Père-Lachaise. Une réorganisation du service de garde nocturne devant intervenir[pas clair] car jusqu'alors il n'était composé que de quatre gardiens pour surveiller les quarante-quatre hectares du cimetière. Alors qu'en journée, le service de gardiennage est assuré par trente-six personnes.

## La profanation de la tombe Lantelme?

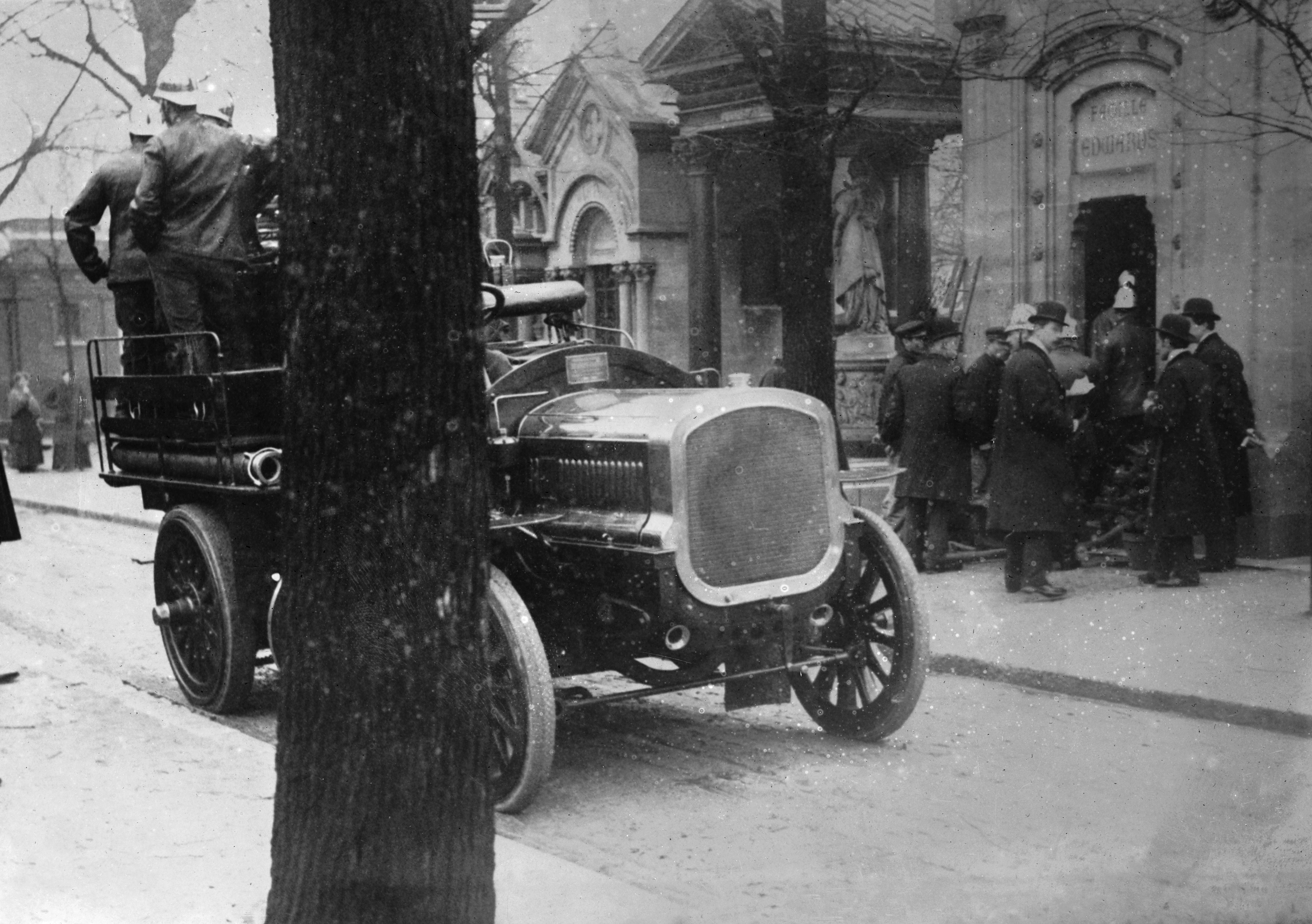
Chapelle Edwards-Lantelme

La bande à losange fut suspectée d'être responsable de la profanation de la chapelle Edwards-Lantelme en 1911. 
La célèbre actrice Geneviève Lantelme, morte accidentellement le 25 juillet 1911, est enterrée au cimetière du Père-Lachaise. Cinq mois plus tard, dans la nuit du 21 décembre 1911, sa chapelle est profanée. Les voleurs ont brisé un vitrail et forcé son grillage protecteur afin d'y pénétrer. Les enquêteurs ont retrouvé une statue de la Vierge et un Christ quelques mètres plus loin délaissés par les voleurs qui cherchaient les bijoux placés dans le cercueil de l'actrice évalués à l'époque entre 60 et 80 000 francs. Un vilebrequin, une pince-monseigneur et une petite pince coupante, dite pince de gazier, et deux tournevis furent retrouvés. Les voleurs descellent la pierre tombale. Un seul cercueil se trouve dans le caveau, celui de Geneviève Lantelme. Ils ouvrent le couvercle puis le cercueil à plomb et le fouillent à la recherche des bijoux. Ils ne voient pas ceux enveloppés d'un mouchoir et posés contre le cou de la défunte.
Trois ans plus tard, ce crime est toujours non résolu et tous les yeux se tournent alors vers la bande du losange. Un informateur de la police rapporte avoir entendu dans un bar de la rue Morand Camille Fournier évoquer l'affaire Lantelme. Le Journal rapporte que les modes opératoires entre les vols de la bande du losange et l'affaire Lantelme sont similaires. Ils se recouvraient les mains de caoutchouc pour ne pas laisser d'empreintes. Mais au cours des interrogatoires, Fournier et Geslin nient être les auteurs de cette tentative de vol. Et l'enquête ne put imputer à la bande du losange la profanation de la tombe Lantelme. Les profanateurs n'ont jamais été identifiés.